# 105 г. пр.н.е.
105 (сто и пета) година преди новата ера (пр.н.е.) е година от доюлианския (Помпилийски) римски календар.

## Събития

### В Римската република
- Консули са Публий Рутилий Руф и Гней Малий Максим.
- Югурта е пленен и предаден на Луций Корнелий Сула, който го завежда при Гай Марий, с което се слага край на Югуртската война.[1]
- Кимврийска война:
  - 6 октомври – две римски армии, предвождани от консула Гней Малий и Квинт Сервилий Цепион (консул 106 пр.н.е.), са унищожени в битката при Аравзио.[2] Двамата римски военачалници и бъдещият такъв Квинт Серторий са сред оцелелите от това най-голямо поражение на римското оръжие след битката при Кана. Вождовете на германите изпадат в спор за следващата им цел като не нахлуват в римска територия а резделят силите си.[2]
  - Гай Марий е избран за консул за следващата година и натоварен да се справи с надвисналата опасност.

## Родени
- Марк Аций Балб, римски политик и дядо на Октавиан Август (умрял 52 г. пр.н.е.)
- Децим Лаберий, римски драматург (умрял 43 г. пр.н.е.)
- Луций Лициний Мурена, римски политик

## Починали
- Марк Аврелий Скавър, римски политик и военачалник (екзекутиран като военнопленник)
- Ууей, шанюй на хунну